# Louisiana kormányzóinak listája
Ez a lista az Amerikai Egyesült Államok Louisiana államának kormányzóit sorolja föl.A spanyol hódítók már a 16. században jártak Louisiana öbleinél, de a buja növényzet miatt nem találták meg a nagy folyó öblét.Hernando de Soto is járt az állam északi részén. Hosszú idő telt el, míg újabb expedíciók megjelentek itt. Először 1682-ben a francia René-Robert Cavelier de La Salle hajózott le északról. La Salle engedélyt kapott a francia királytól egy francia település létrehozására, amelyet a „Napkirály” tiszteletére Louisianának nevezett el, de az öböl felől próbálta megközelíteni a szárazföldet. Elvétette a kikötőt, és Texas területén kötött ki. Itt fellázadt legénysége 1687-ben meggyilkolta.
1718-ban Jean-Baptiste Le Moyne de Bienville a Mississippi deltájában megalapította Nouvelle-Orléans-t (a mai New Orleans-t), amely gyors fejlődésnek indult és a francia gyarmat fővárosa lett. A megérkezett francia katonák után hajóval fiatal lányokat küldtek, hogy családot alapítsanak, s növeljék a gyarmati város nagyságát.
A vidék sajátos körülmények között fejlődött. A kreolok a francia gyarmatosítók, a karib-tengeri szigetlakók és a spanyolok keverékéből alakult ki. Később a francia gyarmatosítók feketéket hoztak. A vegyes házasságot ugyan nem engedték meg, de a vegyes kapcsolatból sok gyermek született. A mulattok hosszú ideig nem kerültek rabszolgasorba. A francia elit kultúrája, életmódja minden rétegre kihatott. Miután kénytelenek voltak elhagyni a területet, s helyüket a spanyolok váltották fel, az új megszállás nem változtatta meg a francia kreolok életét, inkább a spanyolok vették át a helyi lakosság szokásait. Az épületeknek ugyan spanyolosabb megjelenésük volt, egy-két spanyol szokás beépült a franciás-kreolos életbe, de egészében véve háborítatlan maradt. Később a spanyol hatóságok megengedték a britek által elüldözött kanadai acadiai-francia népcsoport letelepedését, így a franciás hatás még erősödött is. Louisiana egyes területein a 18. században kialakult franciasággal beszélnek.
Az 1763-as párizsi béke alapján Louisiana keleti fele brit, nyugat fele spanyol kézre került. A francia és a spanyol örökség hatását tükrözi az állam egyedülálló törvénykezési kódexe, valamint New Orleans építészete és kultúrája. A napóleoni háborúk idején 1803-ban Franciaország eladta a területet a fiatal Egyesült Államoknak a Louisiana Purchase szerződés keretében. Az 1812-es brit–amerikai háborúban a kreolok Andrew Jackson oldalán harcoltak a britek ellen. Az angol–kreol keveredés váratott magára, de a 19. század közepe felé Louisiana egy csapásra jellegzetes déli állammá vált.
Louisiana 1812. április 30-án, sorrendben tizennyolcadikként lett az Egyesült Államok tagállama.
A kormányzói széket négy évre lehet elnyerni, s egy alkalommal az adott személy újraválasztható. Két terminus kihagyással az adott személy ismét választhatóvá válik.
Jelenleg az 56. kormányzó, a Demokrata Párthoz tartozó John Bel Edwards tölti be a tisztséget 2016. január 11. óta. A helyettes kormányzó a republikánus Billy Nungesser.

## Párthovatartozás
| Párt                   | Kormányzók |
| ---------------------- | ---------- |
| Demokrata              | 41         |
| Republikánus           | 12         |
| Demokrata-republikánus | 3          |
| Whig                   | 3          |
| Jackson-ellenes        | 5          |

## Az amerikai fennhatóság előtti időszak kormányzói

### Első francia Louisiana kormányzói (1682–1762)
| #  | Kép | Kormányzó (Születési év – Halálozási év)            | Hivatali idő kezdete | Hivatali idő vége |
| -- | --- | --------------------------------------------------- | -------------------- | ----------------- |
| 1  |     | Sauvolle (1671–1701)                                | 1699                 | 1701              |
| 2  |     | Jean-Baptiste Le Moyne de crozat (1680–1767)        | 1701                 | 1713              |
| 3  |     | Antoine de la Mothe Cadillac (1658–1730)            | 1713                 | 1716              |
| 4  |     | Jean-Baptiste Le Moyne de Bienville (1680–1767)     | 1716                 | 1717              |
| 5  |     | Jean-Michel de Lepinay (16??–17??)                  | 1717                 | 1718              |
| 6  |     | Jean-Baptiste Le Moyne de Bienville (1680–1767)     | 1718                 | 1724              |
| 7  |     | Pierre Dugué de Boisbriand (1675–1736)              | 1724                 | 1726              |
| 8  |     | Étienne Périer (1687–1766)                          | 1726                 | 1733              |
| 9  |     | Jean-Baptiste Le Moyne de Bienville (1680–1767)     | 1733                 | 1743              |
| 10 |     | Pierre de Rigaud de Vaudreuil-Cavagnial (1698–1778) | 1743                 | 1753              |
| 11 |     | Louis Billouart (1704–1770)                         | 1753                 | 1763              |
| 12 |     | Jean-Jacques Blaise d'Abbadie (1726–1765)           | 1763                 | 1765              |
| 13 |     | Charles Philippe Aubry (17??–1770)                  | 1765                 | 1766              |

### Spanyol Louisiana kormányzói (1762–1802)
| #  | Kép | Kormányzó (Születési év – Halálozási év)             | Hivatali idő kezdete | Hivatali idő vége |
| -- | --- | ---------------------------------------------------- | -------------------- | ----------------- |
| 14 |     | Antonio de Ulloa (1716–1795)                         | 1766                 | 1768              |
| 15 |     | Charles Philippe Aubry (17??–1770)                   | 1768                 | 1769              |
| 16 |     | Alejandro O'Reilly (1722–1794)                       | 1769                 | 1769              |
| 17 |     | Luis de Unzaga (1721–1790)                           | 1770                 | 1777              |
| 18 |     | Bernardo de Gálvez (1746–1786)                       | 1777                 | 1785              |
| 19 |     | Esteban Rodríguez Miró (1744–1795)                   | 1785                 | 1791              |
| 20 |     | Francisco Luis Héctor de Carondelet (1748–1807)      | 1791                 | 1797              |
| 21 |     | Manuel Gayoso de Lemos (1747–1799)                   | 1797                 | 1799              |
| 22 |     | Francisco Bouligny (1736–1800)                       | 1799                 | 1799              |
| 23 |     | Sebastián Calvo de la Puerta y O'Farrill (1751–1820) | 1799                 | 1801              |
| 24 |     | Juan Manuel de Salcedo (1743–18??)                   | 1801                 | 1803              |

### Második francia Louisiana kormányzója (1803–1803)
| Portrait | Kormányzó (Születési év – Halálozási év) | Hivatali idő |
| -------- | ---------------------------------------- | --- |
|          | Pierre Clément de Laussat (1756–1835)    | Pierre Clément de Laussat ideiglenes kormányzónak lett kinevezve addig, amíg a I. Napóleon francia császár által kinevezett Jean-Baptiste Bernadotte meg nem érkezik. Viszont az ő indulása előtt életbe lépett a terület eladása az Egyesült Államoknak. |

## Az Orleansi terület kormányzója (1803-1812)
| Kép | Kormányzó               | Hivatali idő kezdete | Hivatali idő vége | Egyéb választott (szövetségi) funkciója                                                                          |
| --- | ----------------------- | -------------------- | ----------------- | --- |
|     | William C. C. Claiborne | 1803. december 20.   | 1812. április 30. | Az USA képviselőházának tagja (Tennessee képviseletében) (1797-1801) Mississippi terület kormányzója (1801-1805) |

## Louisiana szövetségi állam kormányzói
| Louisiana kormányzóinak listája                                                                     | Louisiana kormányzóinak listája                                                                     | Louisiana kormányzóinak listája                                                                     | Louisiana kormányzóinak listája                                                                     | Louisiana kormányzóinak listája                                                                     | Louisiana kormányzóinak listája                                                                     | Louisiana kormányzóinak listája                                                                                  | Louisiana kormányzóinak listája                                                                     | Louisiana kormányzóinak listája                                                                     |
| Katonai kormányzó Demokrata-Republikánus Jackson-ellenes Whig Párt Demokrata Párt Republikánus Párt | Katonai kormányzó Demokrata-Republikánus Jackson-ellenes Whig Párt Demokrata Párt Republikánus Párt | Katonai kormányzó Demokrata-Republikánus Jackson-ellenes Whig Párt Demokrata Párt Republikánus Párt | Katonai kormányzó Demokrata-Republikánus Jackson-ellenes Whig Párt Demokrata Párt Republikánus Párt | Katonai kormányzó Demokrata-Republikánus Jackson-ellenes Whig Párt Demokrata Párt Republikánus Párt | Katonai kormányzó Demokrata-Republikánus Jackson-ellenes Whig Párt Demokrata Párt Republikánus Párt | Katonai kormányzó Demokrata-Republikánus Jackson-ellenes Whig Párt Demokrata Párt Republikánus Párt              | Katonai kormányzó Demokrata-Republikánus Jackson-ellenes Whig Párt Demokrata Párt Republikánus Párt | Katonai kormányzó Demokrata-Republikánus Jackson-ellenes Whig Párt Demokrata Párt Republikánus Párt |
| #                                                                                                   | Kép                                                                                                 | Kormányzó                                                                                           | Hivatali idő                                                                                        | Hivatali idő                                                                                        | Párt                                                                                                | Egyéb szövetségi (választott) funkciói                                                                           | Helyettes                                                                                           | Helyettes                                                                                           |
| #                                                                                                   | Kép                                                                                                 | Kormányzó                                                                                           | Kezdete                                                                                             | Vége                                                                                                | Párt                                                                                                | Egyéb szövetségi (választott) funkciói                                                                           | Helyettes                                                                                           | Helyettes                                                                                           |
| --------------------------------------------------------------------------------------------------- | --------------------------------------------------------------------------------------------------- | --------------------------------------------------------------------------------------------------- | --------------------------------------------------------------------------------------------------- | --------------------------------------------------------------------------------------------------- | --------------------------------------------------------------------------------------------------- | --- | --------------------------------------------------------------------------------------------------- | --------------------------------------------------------------------------------------------------- |
| 1                                                                                                   | | William C. C. Claiborne                                                                             | 1812. április 30.                                                                                   | 1816. december 16.                                                                                  | [ 2 ]                                                                                               | Az USA képviselőházának tagja (Tennessee képviseletében) (1797-1801) Mississippi terület kormányzója (1801-1805) | nem volt                                                                                            | nem volt                                                                                            |
| 2                                                                                                   | | Jacques Villere                                                                                     | 1816. december 16.                                                                                  | 1820. december 18.                                                                                  | [ 2 ]                                                                                               | | nem volt                                                                                            | nem volt                                                                                            |
| 3                                                                                                   | | Thomas B. Robertson                                                                                 | 1820. december 18.                                                                                  | 1824. november 15.                                                                                  | [ 2 ]                                                                                               | Az USA képviselőházának tagja (1812-1818) A Legfelsőbb bíróság tagja (1824-1828)                                 | nem volt                                                                                            | nem volt                                                                                            |
| 4                                                                                                   | | Henry S. Thibodaux                                                                                  | 1824. november 15.                                                                                  | 1824. december 13.                                                                                  | [ 2 ]                                                                                               | | nem volt                                                                                            | nem volt                                                                                            |
| 5                                                                                                   | | Henry Johnson                                                                                       | 1824. december 13.                                                                                  | 1828. december 15.                                                                                  | [ 2 ]                                                                                               | Az USA képviselőházának tagja (1834-1839 ) Az USA szenátusának tagja (1818-1824; 1844-1849)                      | nem volt                                                                                            | nem volt                                                                                            |
| 6                                                                                                   | | Pierre Derbigny                                                                                     | 1828. december 15.                                                                                  | 1829. október 6.                                                                                    | [ 2 ]                                                                                               | | nem volt                                                                                            | nem volt                                                                                            |
| 7                                                                                                   | | Beauvais Armand                                                                                     | 1829. október 6.                                                                                    | 1830. január 14.                                                                                    | [ 2 ]                                                                                               | | nem volt                                                                                            | nem volt                                                                                            |
| 8                                                                                                   | | Jacques Dupré                                                                                       | 1830. január 14.                                                                                    | 1831. január 31.                                                                                    | [ 2 ]                                                                                               | | nem volt                                                                                            | nem volt                                                                                            |
| 9                                                                                                   | | Andre B. Roman                                                                                      | 1831. január 31.                                                                                    | 1835. február 4.                                                                                    | | | nem volt                                                                                            | nem volt                                                                                            |
| 10                                                                                                  | | Edward Douglass White Sr.                                                                           | 1835. február 4.                                                                                    | 1839. február 4.                                                                                    | | Az USA képviselőházának tagja (1829-1834; 1839-1843)                                                             | nem volt                                                                                            | nem volt                                                                                            |
| -                                                                                                   | | Andre B. Roman                                                                                      | 1839. február 4.                                                                                    | 1843. január 30.                                                                                    | | | nem volt                                                                                            | nem volt                                                                                            |
| 11                                                                                                  | | Alexandre Mouton                                                                                    | 1843. január 30.                                                                                    | 1846. február 12.                                                                                   | 40x40px[halott link]                                                                                | Az USA szenátusának tagja (1837-1842)                                                                            | nem volt                                                                                            | nem volt                                                                                            |
| 12                                                                                                  | | Isaac Johnson                                                                                       | 1846. február 12.                                                                                   | 1850. január 28.                                                                                    | 40x40px[halott link]                                                                                | | Trasimond Landry                                                                                    | 40x40px[halott link]                                                                                |
| 13                                                                                                  | | Marshall Joseph Walker                                                                              | 1850. január 28.                                                                                    | 1853. január 18.                                                                                    | 40x40px[halott link]                                                                                | | Jean Baptiste Plauché                                                                               | 40x40px[halott link]                                                                                |
| 14                                                                                                  | | Paul Hebert Octave                                                                                  | 1853. január 18.                                                                                    | 1856. január 22.                                                                                    | 40x40px[halott link]                                                                                | | William W. Farmer (1853-1854)                                                                       | 40x40px[halott link]                                                                                |
| 14                                                                                                  | Robert C. Wickliffe (1854-1856)                                                                     | Paul Hebert Octave                                                                                  | 1853. január 18.                                                                                    | 1856. január 22.                                                                                    | 40x40px[halott link]                                                                                | 40x40px[halott link]                                                                                             | | |
| 15                                                                                                  | | Robert C. Wickliffe                                                                                 | 1856. január 22.                                                                                    | 1860. január 23.                                                                                    | 40x40px[halott link]                                                                                | | Charles Homer Mouton (1856)                                                                         | 40x40px[halott link]                                                                                |
| 15                                                                                                  | William F. Griffin (1856-1860)                                                                      | Robert C. Wickliffe                                                                                 | 1856. január 22.                                                                                    | 1860. január 23.                                                                                    | 40x40px[halott link]                                                                                | 40x40px[halott link]                                                                                             | | |
| 16                                                                                                  | | Thomas O. Moore                                                                                     | 1860. január 23.                                                                                    | 1864. január 25.                                                                                    | 40x40px[halott link]                                                                                | | Henry M. Hyams                                                                                      | 40x40px[halott link]                                                                                |
| 17                                                                                                  | | Henry Watkins Allen                                                                                 | 1864. január 25.                                                                                    | 1862. július 2.                                                                                     | 40x40px[halott link]                                                                                | | Benjamin W. Pearce                                                                                  | 40x40px[halott link]                                                                                |
| 18                                                                                                  | | George F. Shepley                                                                                   | 1862. július 2.                                                                                     | 1864. március 4.                                                                                    | | Richmond katonai kormányzója (1865) A Legfelsőbb bíróság tagja (1869-1878)                                       | széküresedés                                                                                        | széküresedés                                                                                        |
| 19                                                                                                  | | Michael Hahn                                                                                        | 1864. március 4.                                                                                    | 1865. március 4.                                                                                    | 40x40px[halott link]                                                                                | Az USA képviselőházának tagja (1862-1863; 1885-1886)                                                             | James M. Wells                                                                                      | 40x40px[halott link]                                                                                |
| 20                                                                                                  | | James Madison Wells                                                                                 | 1865. március 4.                                                                                    | 1867. június 3.                                                                                     | 40x40px[halott link]                                                                                | | Albert Voorhies                                                                                     | 40x40px[halott link]                                                                                |
| 21                                                                                                  | | Benjamin Flanders                                                                                   | 1867. június 2.                                                                                     | 1868. január 8.                                                                                     | 40x40px[halott link]                                                                                | Az USA képviselőházának tagja (1862-1863)                                                                        | széküresedés                                                                                        | széküresedés                                                                                        |
| 22                                                                                                  | | Joshua Baker                                                                                        | 1868. január 8.                                                                                     | 1868. július 27.                                                                                    | 40x40px[halott link]                                                                                | | széküresedés                                                                                        | széküresedés                                                                                        |
| 23                                                                                                  | | Henry Clay Warmoth                                                                                  | 1868. július 27.                                                                                    | 1872. december 9.                                                                                   | 40x40px[halott link]                                                                                | | Oscar J. Dunn (1868-1871)                                                                           | 40x40px[halott link]                                                                                |
| 23                                                                                                  | P. B. S. Pinchback (1871-1872)                                                                      | Henry Clay Warmoth                                                                                  | 1868. július 27.                                                                                    | 1872. december 9.                                                                                   | 40x40px[halott link]                                                                                | 40x40px[halott link]                                                                                             | | |
| 24                                                                                                  | | P. B. S. Pinchback                                                                                  | 1872. december 9.                                                                                   | 1873. január 13.                                                                                    | 40x40px[halott link]                                                                                | | széküresedés                                                                                        | széküresedés                                                                                        |
| 25                                                                                                  | | John McEnery                                                                                        | 1873. január 13.                                                                                    | 1873. május 22.                                                                                     | 40x40px[halott link]                                                                                | | Davidson B. Penn                                                                                    | 40x40px[halott link]                                                                                |
| 26                                                                                                  | | William P. Kellogg                                                                                  | 1873. május 22.                                                                                     | 1877. január 8.                                                                                     | 40x40px[halott link]                                                                                | Az USA képviselőházának tagja (1883-1885) Az USA szenátusának tagja (1868-1872; 1877-1883)                       | Caesar Antoine                                                                                      | 40x40px[halott link]                                                                                |
| 27                                                                                                  | | Stephen B. Packard                                                                                  | 1877. január 8.                                                                                     | 1877. április 24.                                                                                   | 40x40px[halott link]                                                                                | | Caesar Antoine                                                                                      | 40x40px[halott link]                                                                                |
| 28                                                                                                  | | Francis Redding Tillou Nicholls                                                                     | 1877. április 24.                                                                                   | 1880. január 14.                                                                                    | 40x40px[halott link]                                                                                | | Louis Alfred Wiltz                                                                                  | 40x40px[halott link]                                                                                |
| 29                                                                                                  | | Louis Alfred Wiltz                                                                                  | 1880. január 14.                                                                                    | 1881. október 16.                                                                                   | 40x40px[halott link]                                                                                | | Samuel D. McEnery                                                                                   | 40x40px[halott link]                                                                                |
| 30                                                                                                  | | Samuel D. McEnery                                                                                   | 1881. október 16.                                                                                   | 1888. május 20.                                                                                     | 40x40px[halott link]                                                                                | Az USA szenátusának tagja (1897-1910)                                                                            | William A. Robertson (1881)                                                                         | 40x40px[halott link]                                                                                |
| 30                                                                                                  | George L. Walton (1881-1882)                                                                        | Samuel D. McEnery                                                                                   | 1881. október 16.                                                                                   | 1888. május 20.                                                                                     | 40x40px[halott link]                                                                                | Az USA szenátusának tagja (1897-1910)                                                                            | 40x40px[halott link]                                                                                | |
| 30                                                                                                  | Széküresedés                                                                                        | Samuel D. McEnery                                                                                   | 1881. október 16.                                                                                   | 1888. május 20.                                                                                     | 40x40px[halott link]                                                                                | Az USA szenátusának tagja (1897-1910)                                                                            | | |
| 30                                                                                                  | Clay Knobloch (1884-1888)                                                                           | Samuel D. McEnery                                                                                   | 1881. október 16.                                                                                   | 1888. május 20.                                                                                     | 40x40px[halott link]                                                                                | Az USA szenátusának tagja (1897-1910)                                                                            | 40x40px[halott link]                                                                                | |
| -                                                                                                   | | Francis Redding Tillou Nicholls                                                                     | 1888. május 20.                                                                                     | 1892. május 10.                                                                                     | 40x40px[halott link]                                                                                | | James Jeffries                                                                                      | 40x40px[halott link]                                                                                |
| 31                                                                                                  | | Mike Foster                                                                                         | 1892. május 10.                                                                                     | 1900. május 8.                                                                                      | 40x40px[halott link]                                                                                | Az USA szenátusának tagja (1901-1913)                                                                            | Charles Parlange (1892-1893)                                                                        | 40x40px[halott link]                                                                                |
| 31                                                                                                  | Hiram R. Lott (1893-1896)                                                                           | Mike Foster                                                                                         | 1892. május 10.                                                                                     | 1900. május 8.                                                                                      | 40x40px[halott link]                                                                                | Az USA szenátusának tagja (1901-1913)                                                                            | 40x40px[halott link]                                                                                | |
| 31                                                                                                  | Robert H. Snyder (1896-1900)                                                                        | Mike Foster                                                                                         | 1892. május 10.                                                                                     | 1900. május 8.                                                                                      | 40x40px[halott link]                                                                                | Az USA szenátusának tagja (1901-1913)                                                                            | 40x40px[halott link]                                                                                | |
| 32                                                                                                  | | William Wright Heard                                                                                | 1900. május 8.                                                                                      | 1904. május 10.                                                                                     | 40x40px[halott link]                                                                                | | Albert Estopinal                                                                                    | 40x40px[halott link]                                                                                |
| 33                                                                                                  | | Newton C. Blanchard                                                                                 | 1904. május 10.                                                                                     | 1908. május 12.                                                                                     | 40x40px[halott link]                                                                                | Az USA képviselőházának tagja (1881–1894) Az USA szenátusának tagja (1894–1897)                                  | Jared Young Sanders                                                                                 | 40x40px[halott link]                                                                                |
| 34                                                                                                  | | Jared Young Sanders                                                                                 | 1908. május 12.                                                                                     | 1912. május 14.                                                                                     | 40x40px[halott link]                                                                                | Az Amerikai Egyesült Államok Kongresszusának tagja (1919–1921)                                                   | Paul M. Lambremont                                                                                  | 40x40px[halott link]                                                                                |
| 35                                                                                                  | | Luther E. Hall                                                                                      | 1912. május 14.                                                                                     | 1916. május 9.                                                                                      | 40x40px[halott link]                                                                                | | Thomas C. Barrett                                                                                   | 40x40px[halott link]                                                                                |
| 36                                                                                                  | | Ruffin Pleasant                                                                                     | 1916. május 9.                                                                                      | 1920. május 11.                                                                                     | 40x40px[halott link]                                                                                | | Fernand Mouton                                                                                      | 40x40px[halott link]                                                                                |
| 37                                                                                                  | | John M. Parker                                                                                      | 1920. május 11.                                                                                     | 1924. május 13.                                                                                     | 40x40px[halott link]                                                                                | | Hewitt Bouanchaud (1920-1924)                                                                       | 40x40px[halott link]                                                                                |
| 37                                                                                                  | Delos R. Johnson (1924)                                                                             | John M. Parker                                                                                      | 1920. május 11.                                                                                     | 1924. május 13.                                                                                     | 40x40px[halott link]                                                                                | 40x40px[halott link]                                                                                             | | |
| 38                                                                                                  | | Henry L. Fuqua                                                                                      | 1924. május 13.                                                                                     | 1926. október 11.                                                                                   | 40x40px[halott link]                                                                                | | Oramel H. Simpson                                                                                   | 40x40px[halott link]                                                                                |
| 39                                                                                                  | | Oramel H. Simpson                                                                                   | 1926. október 11.                                                                                   | 1928. május 21.                                                                                     | 40x40px[halott link]                                                                                | | Philip H. Gilbert                                                                                   | 40x40px[halott link]                                                                                |
| 40                                                                                                  | | Huey Pierce Long                                                                                    | 1928. május 21.                                                                                     | 1932. január 25.                                                                                    | 40x40px[halott link]                                                                                | Az USA szenátusának tagja (1932–1935)                                                                            | Paul N. Cyr (1928-1931)                                                                             | 40x40px[halott link]                                                                                |
| 40                                                                                                  | Alvin Olin King (1931-1932)                                                                         | Huey Pierce Long                                                                                    | 1928. május 21.                                                                                     | 1932. január 25.                                                                                    | 40x40px[halott link]                                                                                | Az USA szenátusának tagja (1932–1935)                                                                            | 40x40px[halott link]                                                                                | |
| 41                                                                                                  | | Alvin Olin King                                                                                     | 1932. január 25.                                                                                    | 1932. május 10.                                                                                     | 40x40px[halott link]                                                                                | | Széküresedés                                                                                        | Széküresedés                                                                                        |
| 42                                                                                                  | | Oscar Kelly Allen                                                                                   | 1932. május 10.                                                                                     | 1936. január 28.                                                                                    | 40x40px[halott link]                                                                                | | John B. Fournet (1932-1935)                                                                         | 40x40px[halott link]                                                                                |
| 42                                                                                                  | Thomas C. Wingate (1935)                                                                            | Oscar Kelly Allen                                                                                   | 1932. május 10.                                                                                     | 1936. január 28.                                                                                    | 40x40px[halott link]                                                                                | 40x40px[halott link]                                                                                             | | |
| 42                                                                                                  | James A. Noe (1935-1936)                                                                            | Oscar Kelly Allen                                                                                   | 1932. május 10.                                                                                     | 1936. január 28.                                                                                    | 40x40px[halott link]                                                                                | 40x40px[halott link]                                                                                             | | |
| 43                                                                                                  | | James A. Noe                                                                                        | 1936. január 28.                                                                                    | 1936. május 12.                                                                                     | 40x40px[halott link]                                                                                | | Széküresedés                                                                                        | Széküresedés                                                                                        |
| 44                                                                                                  | | Richard W. Leche                                                                                    | 1936. május 12.                                                                                     | 1939. június 26.                                                                                    | 40x40px[halott link]                                                                                | | Earl Long                                                                                           | 40x40px[halott link]                                                                                |
| 45                                                                                                  | | Earl K. Long                                                                                        | 1939. június 26.                                                                                    | 1940. május 14.                                                                                     | 40x40px[halott link]                                                                                | | Coleman Lindsey                                                                                     | 40x40px[halott link]                                                                                |
| 46                                                                                                  | | Sam H. Jones                                                                                        | 1940. május 14.                                                                                     | 1944. május 9.                                                                                      | 40x40px[halott link]                                                                                | | Marc M. Mouton                                                                                      | 40x40px[halott link]                                                                                |
| 47                                                                                                  | | Jimmie H. Davis                                                                                     | 1944. május 9.                                                                                      | 1948. május 11.                                                                                     | 40x40px[halott link]                                                                                | | J. Emile Verret                                                                                     | 40x40px[halott link]                                                                                |
| -                                                                                                   | | Earl K. Long                                                                                        | 1948. május 11.                                                                                     | 1952. május 13.                                                                                     | 40x40px[halott link]                                                                                | | Bill Dodd                                                                                           | 40x40px[halott link]                                                                                |
| 48                                                                                                  | | Robert F. Kennon                                                                                    | 1952. május 13.                                                                                     | 1956. május 8.                                                                                      | 40x40px[halott link]                                                                                | | Charles E. Barham                                                                                   | 40x40px[halott link]                                                                                |
| -                                                                                                   | | Earl K. Long                                                                                        | 1956. május 8.                                                                                      | 1960. május 10.                                                                                     | 40x40px[halott link]                                                                                | | Lether Frazar                                                                                       | 40x40px[halott link]                                                                                |
| -                                                                                                   | | Jimmie H. Davis                                                                                     | 1960. május 10.                                                                                     | 1964. május 12.                                                                                     | 40x40px[halott link]                                                                                | | Taddy Aycock                                                                                        | 40x40px[halott link]                                                                                |
| 49                                                                                                  | | John J. McKeithen                                                                                   | 1964. május 12.                                                                                     | 1972. május 9.                                                                                      | 40x40px[halott link]                                                                                | | Taddy Aycock                                                                                        | 40x40px[halott link]                                                                                |
| 50                                                                                                  | | Edwin W. Edwards                                                                                    | 1972. május 9.                                                                                      | 1980. március 10.                                                                                   | 40x40px[halott link]                                                                                | Az Amerikai Egyesült Államok Kongresszusának tagja (1965–1972)                                                   | Jimmy Fitzmorris                                                                                    | 40x40px[halott link]                                                                                |
| 51                                                                                                  | | David C. Treen                                                                                      | 1980. március 10.                                                                                   | 1984. március 12.                                                                                   | 40x40px[halott link]                                                                                | Az Amerikai Egyesült Államok Kongresszusának tagja (1973–1980)                                                   | Bobby Freeman                                                                                       | 40x40px[halott link]                                                                                |
| -                                                                                                   | | Edwin W. Edwards                                                                                    | 1984. március 12.                                                                                   | 1988. március 14.                                                                                   | 40x40px[halott link]                                                                                | Az Amerikai Egyesült Államok Kongresszusának tagja (1965–1972)                                                   | Bobby Freeman                                                                                       | 40x40px[halott link]                                                                                |
| 52                                                                                                  | | Buddy Roemer                                                                                        | 1988. március 14.                                                                                   | 1992. január 13.                                                                                    | 40x40px[halott link]                                                                                | Az Amerikai Egyesült Államok Kongresszusának tagja (1981–1988)                                                   | Paul Hardy                                                                                          | 40x40px[halott link]                                                                                |
| 52                                                                                                  | 40x40px[halott link]                                                                                | Buddy Roemer                                                                                        | 1988. március 14.                                                                                   | 1992. január 13.                                                                                    | | Az Amerikai Egyesült Államok Kongresszusának tagja (1981–1988)                                                   | Paul Hardy                                                                                          | 40x40px[halott link]                                                                                |
| | | Edwin W. Edwards                                                                                    | 1992. január 13.                                                                                    | 1996. január 8.                                                                                     | 40x40px[halott link]                                                                                | Az Amerikai Egyesült Államok Kongresszusának tagja (1965–1972)                                                   | Melinda Schwegmann                                                                                  | 40x40px[halott link]                                                                                |
| 53                                                                                                  | | Mike Foster                                                                                         | 1996. január 8.                                                                                     | 2004. január 12.                                                                                    | 40x40px[halott link]                                                                                | | Kathleen Babineaux Blanco                                                                           | 40x40px[halott link]                                                                                |
| 54                                                                                                  | | Kathleen Babineaux Blanco                                                                           | 2004. január 12.                                                                                    | 2008. január 14.                                                                                    | 40x40px[halott link]                                                                                | | Mitch Landrieu (2004-2010)                                                                          | 40x40px[halott link]                                                                                |
| 55                                                                                                  | | Bobby Jindal                                                                                        | 2008. január 14.                                                                                    | 2016. január 11.                                                                                    | 40x40px[halott link]                                                                                | Az Amerikai Egyesült Államok Kongresszusának tagja (2005–2008)                                                   | Mitch Landrieu (2004-2010)                                                                          | 40x40px[halott link]                                                                                |
| 55                                                                                                  | Scott Angelle (2010)                                                                                | Bobby Jindal                                                                                        | 2008. január 14.                                                                                    | 2016. január 11.                                                                                    | 40x40px[halott link]                                                                                | Az Amerikai Egyesült Államok Kongresszusának tagja (2005–2008)                                                   | 40x40px[halott link]                                                                                | |
| 55                                                                                                  | Scott Angelle (2010)                                                                                | Bobby Jindal                                                                                        | 2008. január 14.                                                                                    | 2016. január 11.                                                                                    | 40x40px[halott link]                                                                                | Az Amerikai Egyesült Államok Kongresszusának tagja (2005–2008)                                                   | 40x40px[halott link]                                                                                | |
| 55                                                                                                  | Jay Dardenne (2010-2016)                                                                            | Bobby Jindal                                                                                        | 2008. január 14.                                                                                    | 2016. január 11.                                                                                    | 40x40px[halott link]                                                                                | Az Amerikai Egyesült Államok Kongresszusának tagja (2005–2008)                                                   | 40x40px[halott link]                                                                                | |
| 56                                                                                                  | | John Bel Edwards                                                                                    | 2016. január 11.                                                                                    | Hivatalban                                                                                          | 40x40px[halott link]                                                                                | | Billy Nungesser                                                                                     | 40x40px[halott link]                                                                                |